# Casanova de Plabassí
La Casanova de Plabassí o Casa Nova del Pla Besi és una masia d'Oristà (Lluçanès) inclosa a l'Inventari del Patrimoni Arquitectònic de Catalunya.

## Descripció
Casa de planta rectangular i teulat a doble vessant. Edifici compost de planta baixa, pis i golfes.
Els murs són fets de pedres irregulars cobertes per un arrebossat en mal estat. Adossat a la dreta de la façana hi havia un cos avui enrunat.
Tant la porta com les finestres tenen llinda de pedra picada i a la de la porta principal es conserva la data de 1790.

## Història
Plabessí apareix documentat en la llista de masos feta a mitjan segle xix i que es conserva a l'arxiu parroquial de la Torre.